# Nicolas Hotman
Pour les articles homonymes, voir Hotman.
Nicolas Hotman est un compositeur, luthiste, théorbiste et gambiste né à Bruxelles entre 1610 et 1614 et mort à Paris en avril 1663, actif dans cette ville durant le second tiers du XVIIe siècle.

## Famille
Il est fils de Mathys Hotman, bourgeois de Bruxelles, et de Jeanne de Saint-Hubert, native de Namur, mariés le 4 février 1610 en la cathédrale Sainte-Gudule de Bruxelles. Dans les années 1620, lui et sa mère viennent s’établir à Paris et obtiennent leurs lettres de naturalité. Durant ces années de jeunesse, on ignore tout de sa formation musicale et de ses maîtres.
Il est signalé la première fois à Paris comme parrain de Nicolas Payron, fils d’un savetier, le 9 avril 1632 à l'église Saint-Pierre-aux-Bœufs. Cet acte montre son intégration dans le milieu musical parisien, la marraine étant la fille de Simon Artus, maître joueur d’instruments. Il se marie en octobre 1639 en communauté de biens avec Anne Paris, fille de Pierre Paris, bourgeois de Paris et ancien principal commis au greffe du Grand Conseil ; ses témoins sont sa mère et un chirurgien, Bon de Billy. La dot est une rente de 666,6 lt et Hotman prévoit un douaire pour sa femme. Le couple s’installe rue du Bourtibourg, à proximité de sa belle-famille, jusque 1649 au moins.
Sa femme lui donne deux fils : Henri né en 1645 et Pierre né en 1647 . Ils deviendront tous deux avocats.
À partir d’une fortune assez modeste (et moindre que celle de sa belle-famille), Hotman va s’adonner dès 1644 à l’occupation favorite de la bourgeoisie de son époque, qui consistait à s’enrichir en se constituant des rentes, passées avec des bourgeois en mal de crédit, qui étaient parfois aussi des amis . Il ne manque pas de capitaux à investir, car le 17 janvier 1645, il hérite d’un cinquième des biens de Pierre Paris le jeune, un beau frère mort en 1644, et de son beau-père Pierre Paris à la fin de 1647, sa femme héritant une maison estimée à 22.000 lt aussitôt mise en location pour divers artisans ou officiers. Il possèdera aussi une maison à Picpus venant d’une autre succession.
Nicolas Hotman s’établit rue de la Verrerie en 1651, puis en l’hôtel de Guise (où le cinquième duc de Guise, Henri II de Guise, avait rassemblé des artistes) de 1657 à sa mort.
Il ne jouit pas longtemps de sa charge de joueur de théorbe et de viole de la Chambre du roi (août 1661) car il meurt au début d’avril 1663. Son décès est annoncé par la Muze historique de Loret, en date du 14 avril 1663 :
Hotman, que depuis pluzieurs lustres
On métoit au rang des Illustres,
Et qui, sous le rond du Soleil,
N’avoit d’égal ny de pareil,
Pour bien joüer de la Viole,
Est décédé, sur ma parole :
Car j’aprens tout prézentement
Qu’on le met dans le monument.
Grande perte pour l’Harmonie,
Et je croy que son beau Génie
Qui plaizoit à Sa Majesté,
En sera long-temps regrété.
Sa veuve est nommée le 2 août 1667 tutrice de ses deux enfants mineurs ; elle fait faire deux jours plus tard l’inventaire après décès du défunt, qui révèle deux basses de viole, un dessus de viole, trois théorbes et un luth, prisés 220 livres tournois au total. Anne Paris se réinstalle rue du Bourtibourg près de sa famille, dans une maison qu’elle loue en partie, et meurt vers 1682. 
Il existe d'Hotman un portrait peint par le miniaturiste Samuel Bernard, gravé par Théodore Van Merlen.

## Carrière

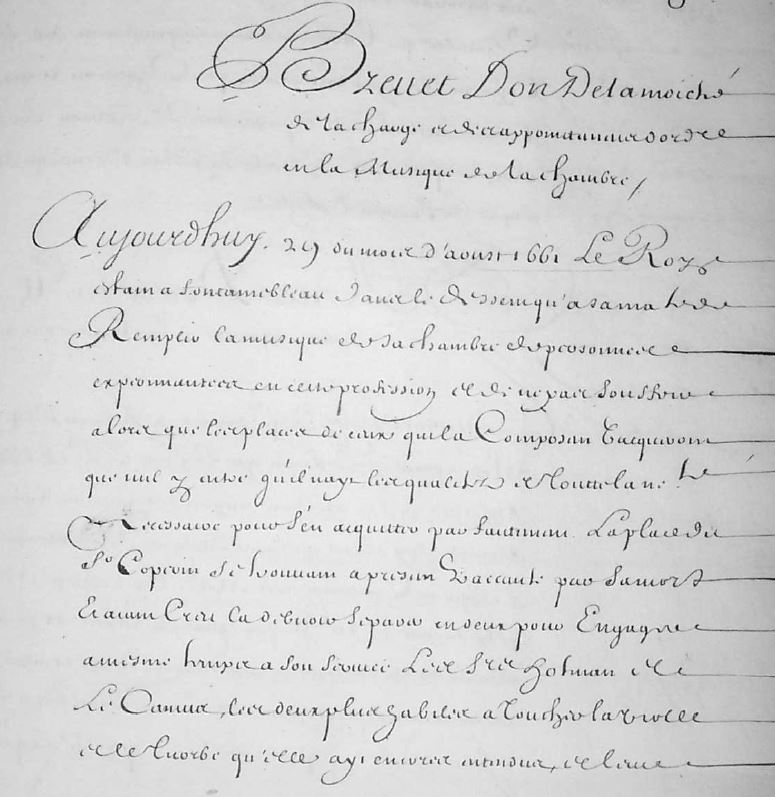
Brevet de nomination de Nicolas Hotman à la musique de Chambre du roi (29 août 1661). Paris AN.

À l’époque de son mariage, Nicolas était déjà un instrumentiste reconnu : dès 1635 le père Marin Mersenne le cite avec André Maugars comme l’un des meilleurs joueurs de viole parisiens (Harmonicorum libri, 1635). En 1643 c’est au tour d’Annibal Gantez de louer ses dons dans la Lettre XXXVI de son Entretien des musiciens :
Il est veritable que vous estes un excellent Musicien, que vous maniez bien le manche d’un luth & l’archet d’une viole, ne croyant pas que le sieur Autheman qui est l’unique dans Paris pour cela, vous fasse peur en toutes ces qualitez...
C’est ensuite Jacques de Gouy qui le cite dans la préface de ses Airs sur la paraphrase des psaumes de Messire Antoine Godeau, à propos des concerts parisiens qui rassemblent messieurs Bertaut, Lazarin, Hautement, Henry et Estier...
Dans les années 1650, il fait partie des nombreux correspondants de Constantijn Huygens, qui s’échangent des pièces de musique, des appréciations et des potins entre Amsterdam, Paris, Anvers et autres capitales. Une lettre d'Huygens à Hotman du 17 juillet 1659 nois apprend qu’Hotman lui a envoyé des pièces, Huygens également et que ces dernières ont fait l’objet de remarques sans doute un peu sévères d'Hotman. La réponse d'Hotman, qui est perdue, avait été copiée par Huygens à l’intention de Henry Du Mont, comme étant fort risible.
En 1655, Hotman est membre de la musique de la Chambre du duc d'Anjou, frère de Louis XIV et futur Philippe d'Orléans. Il est dessus de viole et théorbe, aux gages annuels de 600 livres tournois
L’activité d'Hotman est aussi relatée dans quelques passages de la Muze historique de Loret, ainsi que dans une messe épiscopale donnée le 27 mars 1661 :
Outre le merveilleux Hotman,
Qu’on estime, quoy qu’Aleman,
Le meilleur, en cas de viole,
Qui soit de l’un à l’autre pole...
Le 29 août 1661, Nicolas Hotman est nommé joueur de viole et de théorbe de la Chambre du roi, charge partagée à moitié avec Sébastien Le Camus - les deux plus habiles à toucher la violle et le tuorbe que [Sa Majesté] ait encores entendus - en remplacement de Louis Couperin récemment mort. Sans doute cette nomination a-t-elle été précédée de voyages pour suivre la cour, car en 1659, le 19 avril 1660, il donne procuration à sa femme pour gérer ses affaires.
Il joue aux Ténèbres données aux Feuillants le 8 avril 1662 :
Et le rare Hotman, cet illustre ,
Qui met la viole en son lustre,
Précédoit leurs illustres chants,
Par des préludes si touchants,
Qu’en matières de symphonies
On void peu de pareils génies.
Il joue de même aux Ténèbres données aux Feuillants le 31 mars 1663, quelques jours avant sa mort.
Parmi ses élèves, Hotman a compté De Machy (qui l’honore dans la préface de ses Pièces de viole en 1685) et Jean de Sainte-Colombe. Pour ce dernier, c’est Jean Rousseau qui l’indique dans son Traité de la viole, en 1687. En 1677 encore, Michel de Marolles avait loué « la viole d’Otman » dans sa Description de la ville de Paris. 
Hotman peut être placé, avec André Maugars, à l’origine de la fameuse lignée des grands violistes français, qui culminera avec Marin Marais, les Forqueray et Louis de Caix d'Hervelois.

## Œuvres

### Œuvres vocales
- Airs à boire à trois parties, de feu M. Hautman, Ordinaire de la Musique du Roy & de la Reyne. Paris, Robert III Ballard, 1664. 3 vol. 8° obl. RISM H 2408, Guillo 2003 n° 1664-F.

La partie de premier dessus est perdue. Contient 21 airs à 3 voix, le dernier à 2 voix. Précédé d’une préface de l’imprimeur au lecteur, où celui-ci s’ouvre de la difficulté qu’il a eue de trouver les originaux de ces airs ou de bonnes copies.
- Deux des airs précédents existent (avec leurs trois voix) dans les manuscrits suivants :

Paris BNF (Mus.) : VM7-4822 (f. 37v : Le vin et moy nous sommes bons amis)
Idem, RES VMA MS-854 (p. 294 : Faisons icy neuf tabernacles)

### Œuvres instrumentales

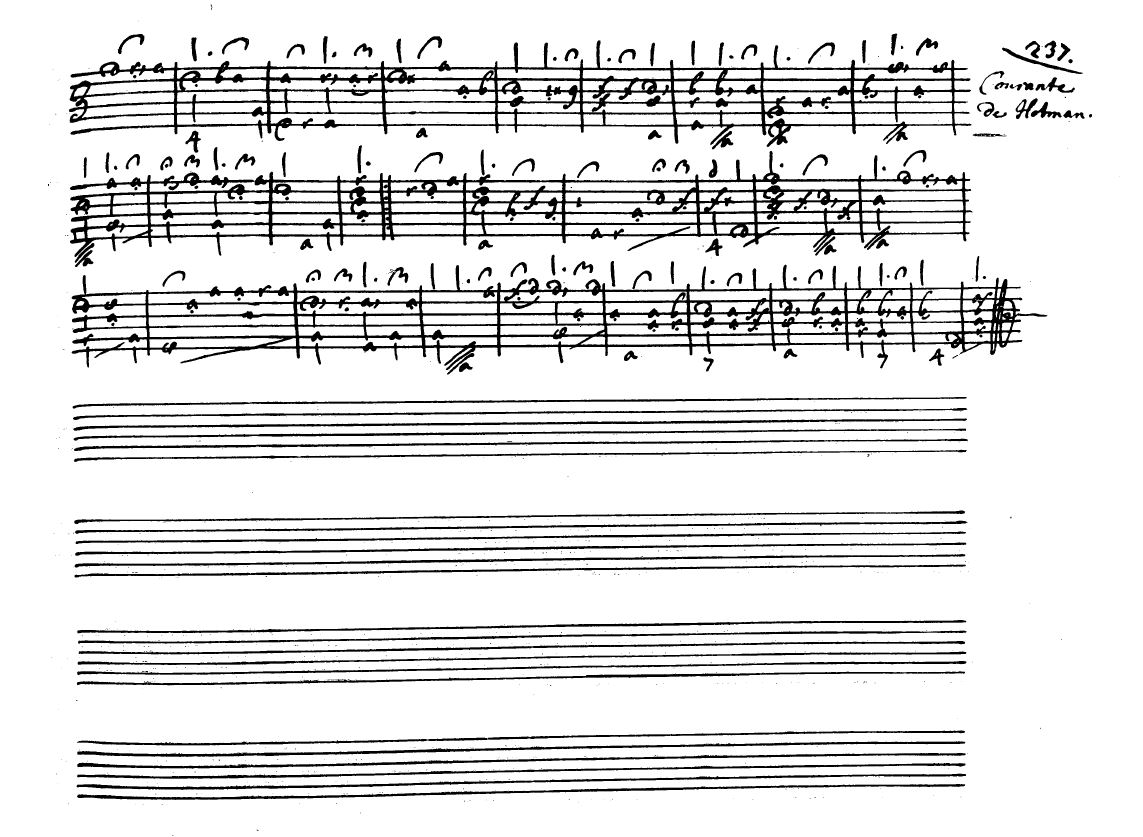
Courante de N. Hotman (Besançon BM : Ms. 279152-153, dit Ms. Vaudry de Saizenay).

- Une petite soixantaine de pièces (préludes, allemandes, courantes, sarabandes, gigue, ballets, bourrée, boutage, chaconne) pour basse de viole, 2 basses de violes, théorbe ou luth sont dispersées dans plusieurs manuscrits, parmi lesquels les manuscrits de la collection privée Goëss à Ebenthal, et les manuscrits Paris BNF (Mus.) : VM7 675, RES 1111, et Besançon BM : Manuscrit Vaudry de Saizenay (cf. Paris BNF (Mus.) : VM MICR 184).

## Discographie
- Nicolas Hotman, Pièces de viole, pièces de théorbe, airs à boire, par S. Watillon, P. Monteilhet, M.-Cl. Vallin, P. Bertin, F. Chomienne. - 1 CD Cyprus (CYP 3607), 1997 ?

On trouve aussi quelques pièces instrumentales de Hotman dans les disques suivants :
- Airs de differens autheurs donnés à une dame : Sébastien et Charles Le Camus, Marc-Antoine Charpentier, etc. Ensemble Les Meslanges, dir. Thomas van Essen. - 1 CD Hortus, 2011.
- Pièces de viole en manuscrit, de Dietrich Stoeffken, Tobias Hume, Daniel Farrant, etc. Jonathan Dunford, basse de viole. - 1 CD Adès, 1996.

Contient 5 pièces de viole de Hotman.
- Contentement passe richesse : music for viol and theorbo from Goëss tablatures (de Dietrich Stöeffken, Nicolas Hotman, Estienne Le Moyne, etc.). Ensemble The Little consort. 1 CD Fra Bernardo, 2014.

Contient 4 pièces de Hotman.
- Bertrand de Bacilly ou l'art d'orner le "beau chant" : airs inédits de Bertrand de Bacilly, Nicolas Hotman, François Dufaut, etc. Ensemble À deux violes esgales, dir. Monique Zanetti. - 1 CD Saphir productions, 2011.

Contient 2 pièces de Hotman.
- Daphné sur les ailes du vent : Barbara Strozzi, Giovanni Paolo Cima, Sebastian Durón, etc. Ensemble XVIII-21 le Baroque nomade, dir. Jean-Christophe Frisch. - 2 CD Arion, 2010.